# 肖
肖（しょう）は、漢姓の一つ。

## 中国の姓
2020年の中華人民共和国の第7回全国人口調査（国勢調査）に基づく姓氏統計によると中国で33番目に多い姓であり、758.56万人がいる。中国で「肖」は「蕭」姓の略字としてしばしば使われるが、「蕭」の正しい簡体字は「萧」であり、「肖」を書くのは標準的ではない。第二次漢字簡化方案で一時期「肖」を正式な字としたことがあったが、この方案は廃案になった。それにもかかわらず、一部の人の身分証明書では「萧」でなく「肖」と記される。改姓の手続きが困難であるため、そのまま定着することが多い。そのため、近年では元の「萧」姓に復姓する動きが見られる。
姓で「肖」字が使われるほとんどの場合は蕭の略字とみなすことができるが、実際に「肖」である可能性もないわけではない。明の『万姓統譜』には、肖姓の人物6名をあげている。
『新華字典』の10版までは俗字扱いだったが、11版では単に「姓」とのみ書かれるようになった。
台湾の2018年の統計では292番目に多い姓で、666人がいる。

### 著名な人物
- 肖鋼 - 中華人民共和国湖南省長沙市生まれの銀行家。本名は蕭鋼

## 朝鮮の姓
肖（しょう、ソ、チョ、朝: 소、초 ）は、朝鮮人の姓の一つである。  

### 氏族
済州島の大静邑（朝鮮語: 대정읍）に住んでいた肖太王によると彼の先祖は漢人で本姓は趙氏である。彼の十数代前に趙から走をとって、肖に改姓したという。一方、『朝鮮氏族統譜』には済州肖氏を「元投化人」と記録している。 
| 氏族（地域） | 創始者                                   | 割合 (%) （2000年） |
| ------------ | ---------------------------------------- | ------------------- |
| 済州肖氏     | 高麗時代の元から渡来した漢人である肖古道 |                     |

2015年の韓国の統計では、肖氏は全員「ソ」と読む。うち晋州肖氏は70人、残りの6人の本貫は不明。

### 人口と割合
1930年度国勢調査当時済州島左面に6世帯があった。
| 年度   | 人口 | 世帯数 | 順位         | 割合 |
| ------ | ---- | ------ | ------------ | ---- |
| 1930年 |      | 6世帯  |              |      |
| 1960年 | 76人 |        | 258姓中207位 |      |
| 1985年 | 93人 | 47世帯 | 274姓中232位 |      |
| 2000年 |      |        |              |      |
| 2015年 | 76人 |        |              |      |